# Stanisław Król (inżynier)
Stanisław Król (ur. 1943 w Opatowcu, zm. 31 maja 2007 w Opolu) – polski inżynier mechanik, specjalizujący się w inżynierii materiałowej, korozji metali i stopów, metaloznawstwie, obróbce cieplnej; nauczyciel akademicki związany z Politechniką Opolską.

## Życiorys
Był absolwentem Wydziału Mechanicznego Politechniki Śląskiej w Gliwicach. Bezpośrednio po ukończeniu studiów związał się zawodowo z Wyższą Szkołą Inżynieryjną w Opolu (od 1996 roku Politechnika Opolska). W 1974 roku uzyskał stopień doktora nauk technicznych, broniąc pracę z zakresu inżynierii materiałowej na swojej macierzystej uczelni. Stopień naukowy doktora habilitowanego nauk technicznych w zakresie inżynierii materiałowej uzyskał w 1996 roku na podstawie rozprawy pt. Mechanizm i kinetyka utleniania tytanu oraz wybranych stopów tytanu.
Pełnił szereg odpowiedzialnych funkcji na Politechnice Opolskiej, w tym zastępcy dyrektora do spraw studenckich Instytutu Budowy Maszyn w WSI w Opolu (1975–1978), prodziekana do spraw studenckich (1978–1984 i 1995–1998), a następnie dziekana Wydziału Mechanicznego PO (1999–2002) oraz kierownika Katedry Materiałoznawstwa i Technologii Bezwiórowych PO (od 2000 roku). 
W uznaniu swoich zasług był wielokrotnie odznaczony m.in. Krzyżem Oficerskim Orderu Odrodzenia Polski (1954), Złotym Krzyżem Zasługi, Medalem Komisji Edukacji Narodowej, Medalem VUT Brno, Honorową Odznaką „Zasłużonemu Opolszczyźnie”, Nagrodą Ministra Nauki i Szkolnictwa Wyższego oraz wielokrotnie Nagrodami Rektora Politechniki Opolskiej i Politechniki Śląskiej. Centralna Komisja do Spraw Stopni i Tytułów jednomyślnie zakwalifikowała wniosek Rady Wydziału Mechaniczno-Technologicznego Politechniki Śląskiej o nadaniu tytułu profesora zwyczajnego w 2007, jednak nie zdołał otrzymać tego stanowiska ze względu na swoją śmierć w 2007 roku.

## Dorobek naukowy
Uchodził za autorytet naukowy w zakresie inżynierii materiałowej i procesów degradacji materiałów metalowych. Zgromadził ogromny dorobek naukowy, będąc autorem 5 skryptów akademickich i monografii naukowych oraz blisko 160 publikacji naukowych, w tym kilkunastu w czasopismach o światowym obiegu („British Corrosion Journal”, „Practical Metallography”, „Journal of Materials Processing Technology”), a także współautorem 4 patentów, najczęściej wdrożonych w przemyśle. Wypromował kilkudziesięciu inżynierów i magistrów oraz dwóch doktorów.